# Narodne novine

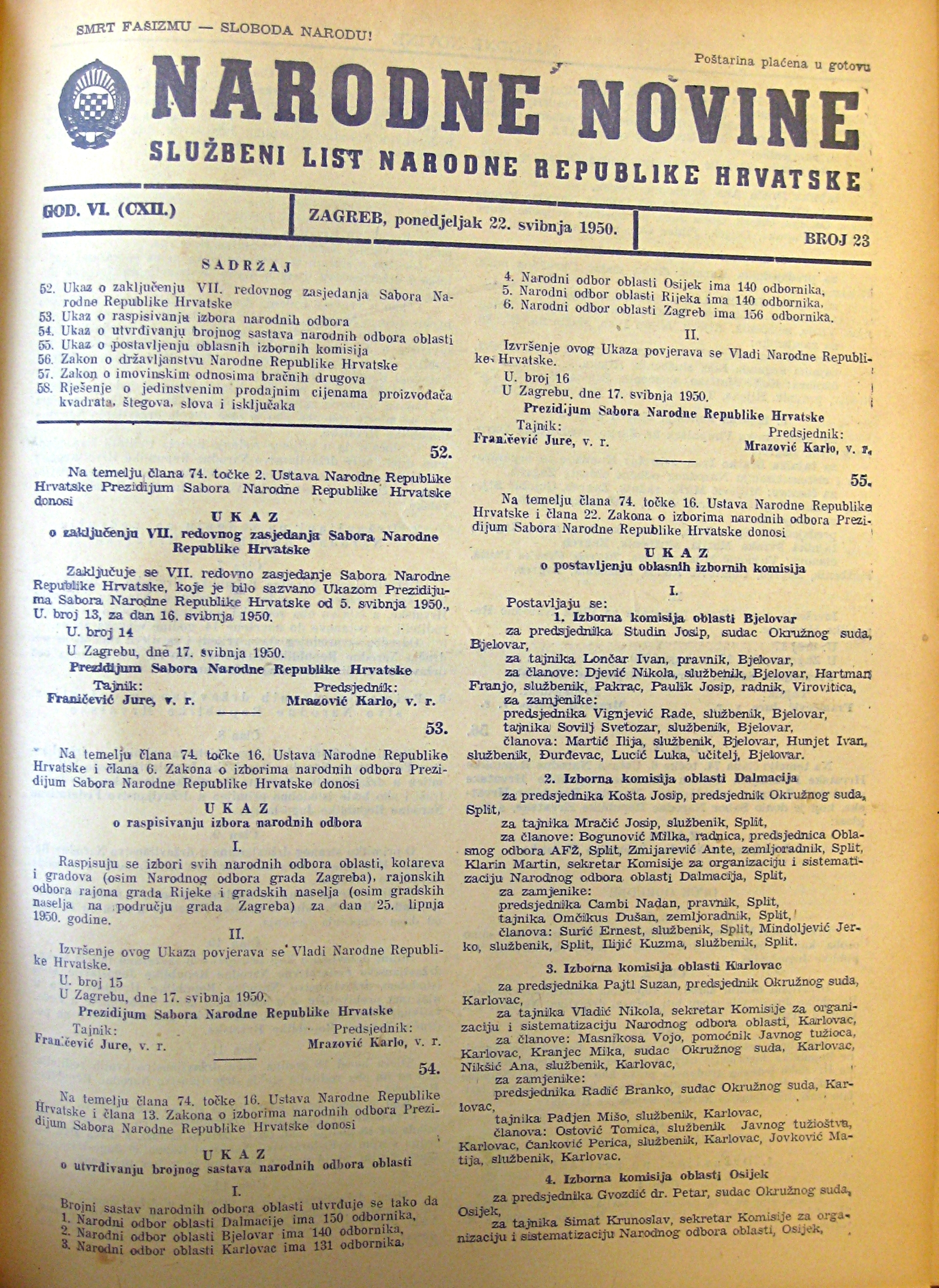
Page du n°23 daté du 22 mai 1950.

Le Narodne novine, en français le « Journal du peuple », est le journal officiel de la République de Croatie qui publie les lois, règlements, nominations et décisions officielles du domaine public. Il est publié par la compagnie éponyme.

## Historique
À l'origine, le Narodne novine était le Novine Horvatzke qui fut publié pour la première fois le 6 janvier 1835 par Ljudevit Gaj qui créa et publia le journal. Le premier usage du terme « Narodne novine » remonte à 1843, mais le journal changea de nom en fonction des années, en fonction de l’État dans lequel se trouvait la Croatie.
Gaj vendit la compagnie au gouvernement en 1868, qui devient ainsi le journal officiel de l'État. L'actuelle société fut officiellement fondée en 1952. En 2001, la compagnie devint une entreprise publique (en croate dioničko društvo).

## Sources

## Compléments